# Carmen Daniela Dan
Carmen Daniela Dan (ur. 9 października 1970 w Bukareszcie) – rumuńska polityk i urzędniczka państwowa, prefekt okręgu Teleorman, parlamentarzystka, w latach 2017–2019 minister spraw wewnętrznych.

## Życiorys
Po ukończeniu szkoły średniej studiowała prawo na prywatnym Universitatea Ecologică din București. W 2000 została absolwentką Uniwersytetu w Jassach. Pracę zawodową podjęła w 1990 jako sekretarka w Prowizorycznym Konsylium Jedności Narodowej, organie pełniącym tymczasowo funkcję głowy państwa w okresie przemian politycznych. W latach 1990–1996 zatrudniona jako sekretarka szkoły w miejscowości Videle, następnie przez kilka lat w bankowości. Od 2002 zawodowo związana z administracją regionalną okręgu Teleorman. Była doradcą prawnym rady okręgu (2002–2010) i dyrektorem wykonawczym (2010–2012). W czerwcu 2012 powołana na zastępcę prefekta, a w marcu 2014 na prefekta (przedstawiciela rządu) tego okręgu. W październiku 2016 zrezygnowała z tej funkcji, po czym wystartowała z ramienia Partii Socjaldemokratycznej do Senatu, uzyskując w wyborach z grudnia 2016 mandat senatora.
4 stycznia 2017 rozpoczęła urzędowanie na stanowisku ministra spraw wewnętrznych w gabinecie Sorina Grindeanu. Utrzymała to stanowisko również w powołanym 29 czerwca 2017 gabinecie Mihaia Tudosego i w utworzonym w styczniu 2018 rządzie Vioriki Dăncili. Zakończyła urzędowanie w lipcu 2019.